# New York Liberty 2001
La stagione 2001 delle New York Liberty fu la 5ª nella WNBA per la franchigia.
Le New York Liberty arrivarono seconde nella Eastern Conference con un record di 21-11. Nei play-off vinsero la semifinale di conference con le Miami Sol (2-1), perdendo poi la finale di conference con le Charlotte Sting (2-1).

## Roster
| N° | Naz.                   | Ruolo | Sportivo            | Anno | Alt. | Peso |
| -- | ---------------------- | ----- | ------------------- | ---- | ---- | ---- |
| 3  | Stati Uniti (bandiera) | A     | Crystal Robinson    | 1974 | 180  | 70   |
| 5  | Stati Uniti (bandiera) | G     | Grace Daley         | 1978 | 168  | 67   |
| 7  | Jugoslavia (bandiera)  | C     | Hajdana Radunović   | 1978 | 191  | 85   |
| 10 | Jugoslavia (bandiera)  | G     | Katarina Lazić      | 1980 | 178  | 67   |
| 11 | Stati Uniti (bandiera) | G     | Teresa Weatherspoon | 1965 | 173  | 73   |
| 13 | Nigeria (bandiera)     | G     | Mactabene Amachree  | 1978 | 183  | 78   |
| 16 | Ungheria (bandiera)    | G     | Andrea Nagy         | 1971 | 170  | 67   |
| 20 | Stati Uniti (bandiera) | A     | Stacey Ford         | 1969 | 188  | 84   |
| 23 | Stati Uniti (bandiera) | A     | Sue Wicks           | 1966 | 191  | 79   |
| 24 | Stati Uniti (bandiera) | C     | Tari Phillips       | 1970 | 185  | 91   |
| 25 | Stati Uniti (bandiera) | G     | Becky Hammon        | 1977 | 168  | 61   |
| 42 | Stati Uniti (bandiera) | C     | Camille Cooper      | 1979 | 193  | 86   |
| 44 | Stati Uniti (bandiera) | C     | Tamika Whitmore     | 1977 | 188  | 86   |
| 50 | Stati Uniti (bandiera) | C     | Rebecca Lobo        | 1973 | 193  | 84   |
| 55 | Stati Uniti (bandiera) | A     | Vickie Johnson      | 1972 | 175  | 68   |

## Staff tecnico
- Allenatore: Richie Adubato
- Vice-allenatori: Pat Coyle, Jeff House